# Joaquim Manuel Welo Lupeta
Joaquim Manuel Welo Lupeta (Lourinhã, 1993. március 24. –) portugál labdarúgó, a dél-koreai Buncheon csapatának játékosa.

## Pályafutása

### Klubcsapatban
2006 és 2012 között a Porto utánpótlás csapataiban játszott. 2013 májusában a Videotonhoz szerződött. Egy évet töltött a Videotonban, ahol összesen 14 meccsen játszott és öt gólt szerzett a Ligakupában, amivel csapatát a döntőbe juttatta.   
2014 nyarán visszatért hazájába, és kétéves szerződést kötött a Vitória de Setúbal csapatával. Első gólját a portugál első osztályban a harmadik meccsén szerezte a CD Nacional ellen.
Ezt követően a dél-afrikai első osztályban játszott a Bidvest Wits és az Ajax Cape Town csapatában. 2017. február 25-én a szlovén első osztályban szereplő Celjéhez szerződött.
2018 augusztusának végén hároméves szerződést írt alá Olimpija Ljubljana csapatával.
2020. november 5-én szerződést bontott az Olimpija Ljubljanával, és az izraeli Maccabi Petah Tikva FC-hez igazolt. 2021 júniusában a román első osztályú Argeș Piteștihez igazolt, ahonnan másfél hónap után távozott is a szintén román első osztályban szereplő Botoșanihoz.  

### A válogatottban
9-szeres Portugália U18-as válogatott. 2010. november 25-én debütált a válogatottban és gólt is szerzett a Montenegróval játszott barátságos mérkőzésen.

## Magánélet
Basaula Lemba unokaöccse Joaquim Manuel Welo Lupeta.
Joaquim Manuel Welo Lupeta testvére Arnaldo Custódio Welo Lupeta.
Joaquim Manuel Welo Lupeta és Ariza Makukula unokatestvérek.
Lupeta kongói származású. Futballkarrierjén kívül vállalkozóként is tevékenykedik, illetve saját ruházati márkája van. 